# Atta saltensis
Atta saltensis är en myrart som beskrevs av Auguste-Henri Forel 1913. Atta saltensis ingår i släktet Atta och familjen myror. Inga underarter finns listade.

## Bildgalleri

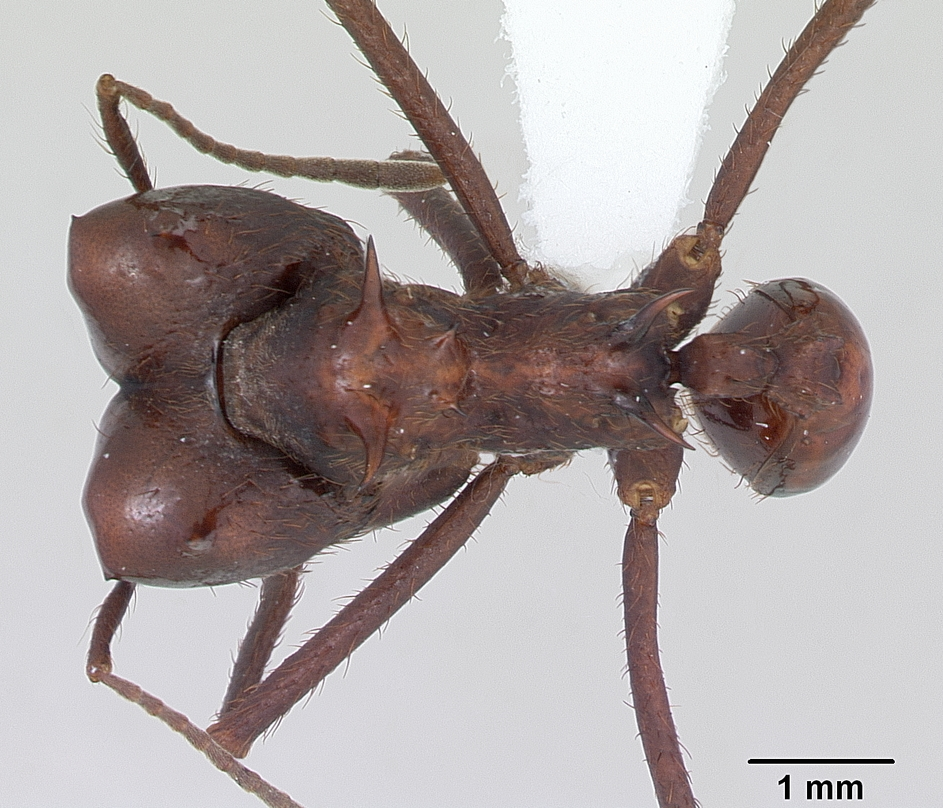
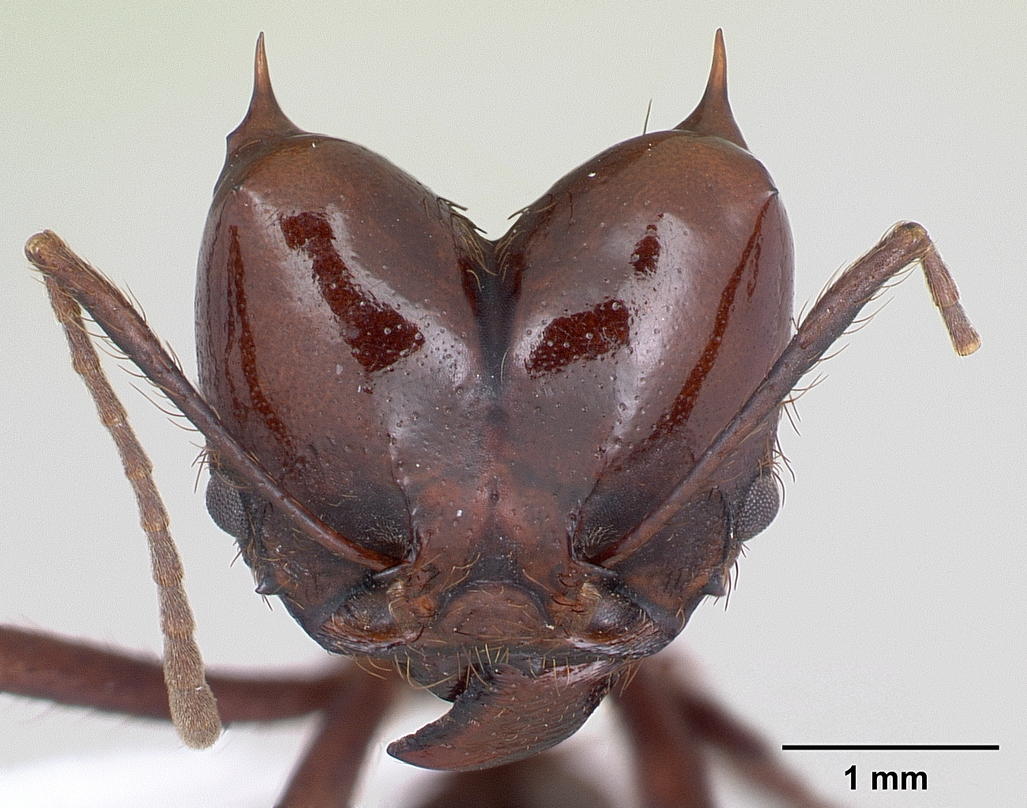
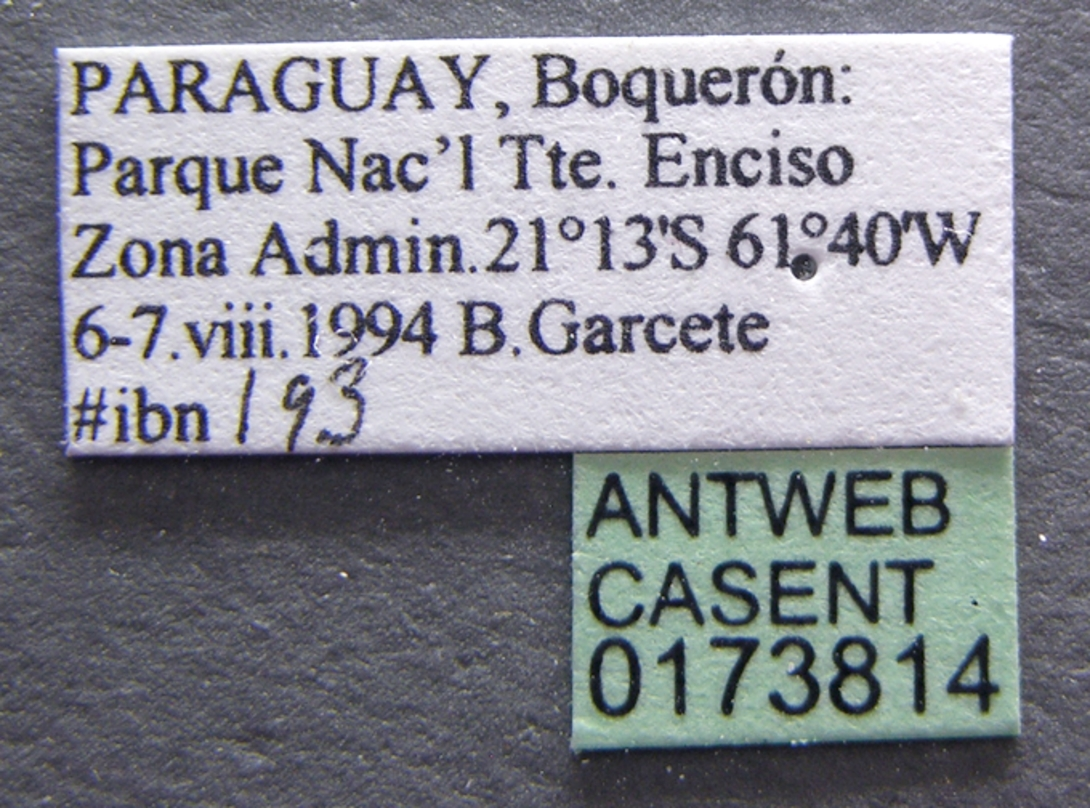